# Bobrovník
Bobrovník (ungarisch Bobrovnik) ist eine Gemeinde mit rund 130 Einwohnern in der Nordslowakei. Sie liegt am Ufer des Liptauer Stausees, etwa 18 km von Ružomberok und 16 km von Liptovský Mikuláš entfernt.
Verwaltungstechnisch gehören zur Gemeinde auch die Dörfer Tvarožná (1913 eingemeindet) und Hliník (nach 1808 eingemeindet). Zur Gemeinde gehörten auch Nežitovce und Sestrč, welche nach 1882 eingemeindet wurden und im Liptauer Stausee untergegangen sind.
Der Ort wurde 1273 erstmals schriftlich als Hodaz erwähnt. Die archäologische Ausgrabungsstätte Havránok, eine keltische Wallburg, liegt zwei Kilometer entfernt vom Ort.

## Bevölkerung
| Jahr                | 1994 | 2004    | 2014     | 2024    |
| ------------------- | ---- | ------- | -------- | ------- |
| Anzahl der Personen | 158  | 143     | 126      | 123     |
| Unterschied         |      | −9,49 % | −11,88 % | −2,38 % |

| Jahr                | 2023 | 2024    |
| ------------------- | ---- | ------- |
| Anzahl der Personen | 124  | 123     |
| Unterschied         |      | −0,80 % |